# Paludititan
Paludititan – rodzaj zauropoda z grupy tytanozaurów żyjącego w późnej kredzie na terenach Europy. Został opisany w 2010 roku przez Zoltána Csikiego i współpracowników w oparciu o niekompletny szkielet obejmujący fragmenty kręgosłupa i obręczy barkowej odkryty w górnokredowych warstwach Basenu Hațeg w Nǎlaţ-Vad, w Transylwanii. Wiek osadów, w których odnaleziono skamieniałości, datuje się na mastrycht. Wówczas na terenach tych znajdowała się równina zalewowa. W porównaniu do innych tytanozaurów z Basenu Hațeg Paludititan jest znany ze stosunkowo kompletnych szczątków. Csiki i współpracownicy wyszczególnili pięć autapomorfii tego rodzaju – dotyczą one morfologii kręgów i kości kulszowej. Według przeprowadzonej przez autorów analizy filogenetycznej Paludititan należy do stosunkowo zaawansowanych tytanozaurów, jednak jego bliższe pokrewieństwo jest niejasne.
Paludititan jest przedstawicielem licznej fauny dinozaurów Basenu Hațeg, obejmującej co najmniej kilka gatunków nieptasich teropodów i kilka gatunków dinozaurów ptasiomiednicznych. Jedynym – oprócz Paludititan – rodzajem zauropoda znanym z Basenu Hațeg jest inny tytanozaur – Magyarosaurus. Gatunek M. hungaricus może jednak reprezentować kolejny rodzaj.